# 1477年
| 千纪： | 2千纪 |
| 世纪： | 14世纪 \| 15世纪 \| 16世纪                                                                                 |
| 年代： | 1440年代 \| 1450年代 \| 1460年代 \| 1470年代 \| 1480年代 \| 1490年代 \| 1500年代                           |
| 年份： | 1472年 \| 1473年 \| 1474年 \| 1475年 \| 1476年 \| 1477年 \| 1478年 \| 1479年 \| 1480年 \| 1481年 \| 1482年 |
| 纪年： | 丁酉年（鸡年）；明成化十三年；越南洪德八年；日本文明九年                                                   |

## 大事记
- 1月5日——勃艮第公爵大膽的查理與得到路易十一支持的瑞士軍隊作戰時，由於僱傭軍的出賣陣亡（南錫戰役）。
- 8月18日——勃艮第公爵大膽的查理的獨女勃艮第的瑪麗嫁給馬克西米利安一世，原屬勃艮第公國自法國南部至荷蘭的領地均併入哈布斯堡王朝直到1579年烏特勒支同盟獨立；勃艮第返回法國。
- 汪直得到明憲宗的寵信領新設特務機構西廠。
- 日本應仁之亂停止。

## 出生
- 陳琛：明朝進士，理學家。
- 朱應登

## 逝世
- 尚宣威王：琉球國王。
- 1月5日——大胆的查理。